# Oba Oba Samba House
Oba Oba Samba House – brazylijski zespół muzyczny, reprezentujący style samba i pagode. 

## Historia
Zespół został założony w mieście Ribeirão Preto w stanie São Paulo przez czterech muzyków: Fernando Diniza, Luciano Tiso, Leco Cavallini i Clébera Tiso. Wszyscy członkowie zespołu występowali wcześniej indywidualnie.  W 2012 r. grupa podpisała kontrakt z wytwórnią Sony Music i wydała premierowy album CD/DVD. Na płycie znalazło się 21 utworów, z czego część stanowiły interpretacje istniejących utworów, a część ich własne kompozycje. Grupa wprowadziła innowacyjne aranżacje, miksując sambę ze stylem house i przerabiając przeboje zarówno brazylijskie, jak i międzynarodowe. W ramach promocji płyty, artyści wzięli udział w projekcie innego znanego brazylijskiego piosenkarza Roberto Carlosa Emoções em Alto-Mar i wystąpili na jego statku wycieczkowym. Impresario Roberto Carlosa, Dody Sirena, znalazł grupę w internecie i zaprosił ich do udziału w rejsie, aby urozmaicić repertuar gatunkiem samba house. 
W 2014 zespół wydał płytę CD/DVD Ao Vivo no Rio z udziałem takich wykonawców jak Lucas Lucco, Sophia Abrahão, MC Koringa, Leandro Lehart, Picolé i duetu Bruninho & Davi. Ich piosenka pt. Moleque Danado z udziałem Lucasa Lucco znalazła się na ścieżce dźwiękowej telenoweli Malhação, wyprodukowanej przez Rede Globo. 
W 2013 r. zespół Oba Oba Samba House zdobył nagrodę Prêmio Multishow w kategorii Experimente. W kolejnym roku grupa była nominowana do tej samej nagrody w kategorii Najlepszy Zespół i znalazła się w gronie czterech finalistów, ale nagrodę zdobył zespół Sorriso Maroto. 

## Dyskografia

### Albumy studyjne
- 2013: #naVibe

### Albumy na żywo
- 2012: Oba Oba Samba House - Ao Vivo
- 2014: Ao Vivo no Rio

## Nagrody i nominacje
| Rok  | Nagroda          | Kategoria                       | Nominowani          | Wynik     |
| ---- | ---------------- | ------------------------------- | ------------------- | --------- |
| 2013 | Prêmio Multishow | Experimente                     | Oba Oba Samba House | Nagroda   |
| 2014 | Prêmio Multishow | Melhor Banda (Najlepszy zespół) | Oba Oba Samba House | Nominacja |